# Niphargus sphagnicolus
Niphargus sphagnicolus là một loài giáp xác thuộc họ Niphargidae. Nó là loài đặc hữu của Slovenia.